# Đường vành đai 1 (Hà Nội)

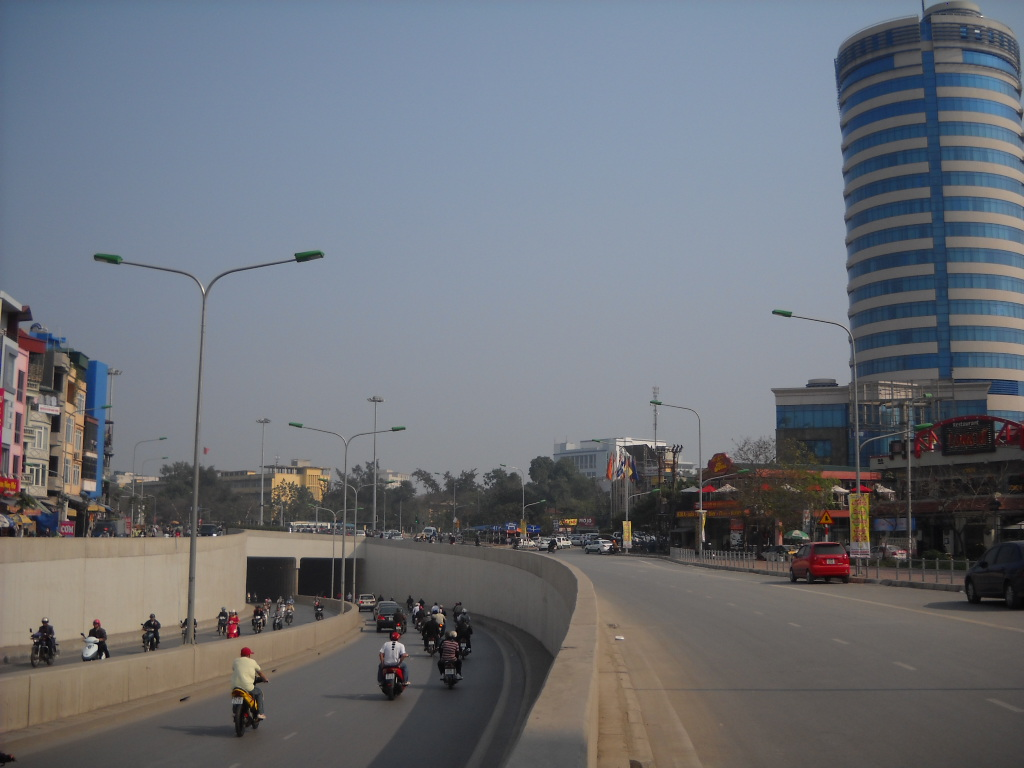
Hầm chui Kim Liên trên tuyến vành đai 1

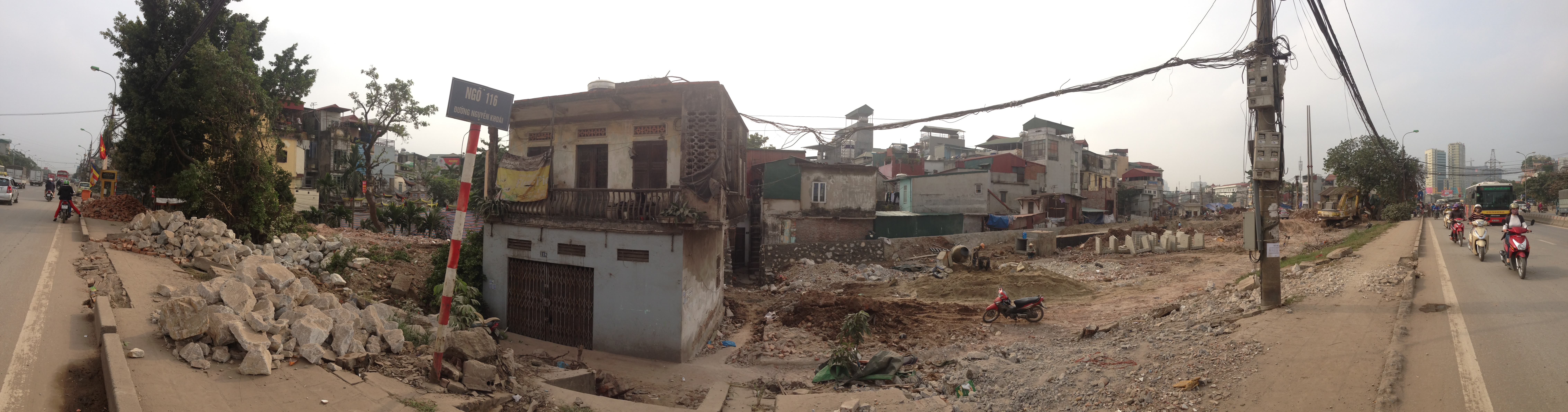
Đoạn đường Nguyễn Khoái đang mở rộng, tháng 1 năm 2016

Đường vành đai 1 là tuyến giao thông đường bộ vòng tròn của Hà Nội. Đây là đường vành đai đầu tiên của Hà Nội, có từ thời Pháp thuộc (thời Pháp gọi là Route circulaire), chạy qua địa bàn các quận Cầu Giấy, Tây Hồ, Ba Đình, Hoàn Kiếm, Hai Bà Trưng, Đống Đa. Theo chiều kim đồng hồ, đường vành đai 1 chạy từ Nhật Tân dọc theo sông Hồng xuống phía Nam, toàn bộ đường Nguyễn Khoái, đường Trần Khát Chân, đường Đại Cồ Việt, đường Xã Đàn, đường Ô Chợ Dừa, đường La Thành, đường Bưởi, đường Lạc Long Quân.
Đường vành đai 1 đi qua các cửa ô cũ của Hà Nội như Yên Phụ, Cầu Dền, Đông Mác, Kim Liên, Chợ Dừa, Cầu Giấy, Bưởi.
Khu vực Hà Nội phía trong đường vành đai 1 được xác định là khu vực bảo tồn và hạn chế phát triển, được chia một cách không chính thức thành khu phố cổ và khu phố cũ.
Đường vành đai 1 hiện đã có quy hoạch mở đoạn Hoàng Cầu - Voi Phục. Đến thời điểm năm 2016, việc mở rộng các đoạn từ đường Nguyễn Khoái đến Hoàng Cầu (tức các đường Trần Khát Chân, Đại Cồ Việt, Xã Đàn, Ô Chợ Dừa) đã được hoàn thành. Do nằm ở vị trí trung tâm của Hà Nội, việc mở rộng đường vành đai 1 gặp nhiều khó khăn trong giải phóng mặt bằng.
Trên đường vành đai 1 có 2 cầu vượt đường bộ bằng thép là cầu vượt Ô Đống Mác, cầu vượt Ô Cầu Dền và 1 hầm chui Kim Liên.